# Tubercule (os)
Pour les articles homonymes, voir Tubercule (homonymie).
En anatomie, un tubercule est un relief arrondi à la surface d'un organe.
Pour un os il sert d'attache aux tendons des muscles squelettiques via une enthèse. Lorsque sa taille est plus importante, il est parfois nommé tubérosité.

## Principaux tubercules du squelette humain

### Humérus
- Grand tubercule de l'humérus.
- Petit tubercule de l'humérus.

### Radius
- Tubérosité du radius.
- Tubercule dorsal du radius.

### Côtes
- Tubercule de la côte (ou tubérosité costale).

### Tibia
- Tubérosité du tibia.
- Tubercule intercondylaire du tibia.
- Tubercule infra-condylaire.

### Fémur
Les tubercules du fémur sont nommés trochanter :
- Grand trochanter.
- Petit trochanter.
- Troisième trochanter (inconstant).

### Cinquième métatarsien
- Tubérosité du cinquième os métatarsien.

## Aspect clinique

### Fractures
Le principal type de fracture affectant les tubercules est la fracture par avulsion par traction du tendon et arrachage du tendon.

### Apophysite
Les apophysites sont des inflammation d'un tubercule. Elle touche principalement les enfants en pleine croissance avec sursollicitation du tubercule atteint :
- Maladie d'Osgood-Schlatter (apophysite du tubercule tibial)[1]
- Maladie de Sever (apophysite du tubercule postérieur du talon)[2], [3].
- Syndrome de Sinding-Larsen et Johansson (apophysite du pôle inférieur de la rotule)[4].

### Enthésite
Une enthésite est une affection anatomiquement proche mais distincte, caractérisée par une inflammation des enthèses,. Elle est associée aux arthropathies HLA B27 telles que la spondylarthrite ankylosante, le rhumatisme psoriasique et l'arthrite réactive,.